# Kurt Madden
Kurt Madden is een Amerikaans triatleet en ultra-atleet. Hij werd in 1983 derde op de aller eerste triatlon van Almere in een tijd van 10:20:09 achter de Nederlanders Axel Koenders en Gregor Stam. Kurt won in 1983 de Ultraman op Hawaï. Deze wedstrijd bestaat uit 6.5 mijl zwemmen, 261 mijl fietsen en een dubbele marathon hardlopen verdeeld over drie dagen. 

## Belangrijke prestaties

### triatlon
- 1980: 7e Ironman Hawaï - 11:07.42
- 1982: 6e Ironman Hawaï (okt) - 10:04.36
- 1983:  Ultraman
- 1983:  Triatlon van Almere - 10:20.09
- 1983: 10e Ironman Hawaï - 10:05.21
- 1984:  Eagleman